# Hans Henning Ørberg
Hans Henning Ørberg, född 21 april 1920 i Andst, död 17 februari 2010 i Grenå, var en dansk gymnasielärare i engelska, franska och latin. Han skrev en revolutionerande lärobok i latin, Lingua Latina per se illustrata, "latin enligt naturmetoden", som gjorde honom internationellt känd.

## Biografi
Ørberg var son till prästen Carl Emil Ørberg och dennes hustru Frida Therkelsen Nyborg. Han växte upp i Seest i närheten av Kolding och avalde studentexamen vid Kolding gymnasium 1938. År 1946 blev han candidatus magisterii vid Köpenhamns universitet med engelska som huvudämne och franska och latin som biämnen.
Ørberg arbetade som riksdagsstenograf 1940–1945 och vikarierade i olika skolor i Köpenhamn 1946–1950. Slutligen blev han adjunkt vid Stenhus kostskole 1951. Han var anställd vid Naturmetodens Sproginstitut mellan 1953 och 1962, timlärare vid Ordrup gymnasium och från 1963 till 1989 undervisade han vid Grenå gymnasium, först som adjunkt och senare som lektor.

## Latin enligt naturmetoden
Under sin tid vid Naturmetodens Sproginstitut, som hade specialiserat sig på korrespondenskurser i engelska och andra språk, skrev Ørberg en ny lärobok i latin, Lingua Latina secundum naturae rationem explicata (1955), uppdelad i en rad lektionshäften.  År 1990 moderniserade han systemet och ändrade titeln till Lingua Latina per se illustrata. Sedan han gått i pension drev han förlaget Domus Latina och föreläste i Europa och USA om naturmetoden. I Latinlärarföreningen i Danmark var han en ofta anlitad föredragshållare.